# Alcatraz
Alcatraz ist eine US-amerikanische Felsinsel in der Bucht von San Francisco, Kalifornien, auf der sich von 1934 bis 1963 eines der damals bekanntesten und berüchtigtsten Hochsicherheitsgefängnisse der USA befand.
Die 8,5 Hektar große Insel liegt etwa 1,5 km vom Festland entfernt. Sie ist etwa 500 Meter lang und bis zu 41 m hoch. Auf ihr wurde 1854 der erste Leuchtturm an der US-amerikanischen Westküste in Betrieb genommen. Seit der zweiten Hälfte des 19. Jahrhunderts befand sich auf Alcatraz ein Fort, das während des Sezessionskrieges von 1861 bis 1865 als Kriegsgefangenenlager für Angehörige der Armeen der Konföderierten diente. Anfang der 1930er Jahre wurde das Fort zur Gefängnisinsel. Aufgrund zu hoher Betriebskosten wurde das Gefängnis 1963 aufgegeben. Die Insel galt seither für die Behörden als unbewohnt. Öffentliches Interesse erregte sie erneut 1964 und von Ende 1969 bis Mitte 1971 durch politisch motivierte Besetzungsaktionen durch Aktivisten der Indianerbewegung.
Heute ist Alcatraz eine museale Touristenattraktion und steht als Teil der Golden Gate National Recreation Area unter der Aufsicht des US National Park Service.
Im Mai 2025 kündigte US-Präsident Donald Trump an, das Gefängnis auf der Insel neu zu bauen und wieder zu eröffnen. Kritiker dieses Vorhabens führen extreme logistische Schwierigkeiten und damit verbundene Kosten an, sollte das Gefängnis tatsächlich wiedereröffnet werden.

## Geschichte

### Entdeckung und Namensgebung
Der spanische Forscher Juan Manuel de Ayala segelte 1775 in die Bucht von San Francisco und gab den Inseln aus Sandstein, die er dort vorfand, spanische Namen. Ursprünglich bezeichnete er („wegen der auf dieser Insel im Überfluss vorkommenden Vögel“) mit Isla de Alcatraces die heute Yerba Buena Island genannte Insel. Auf das heutige Alcatraz wurde der Name erst 1826 durch den britischen Marinekapitän und Geographen Frederick William Beechey in der Form Alcatrazes Island übertragen. Ihren endgültigen Namen Alcatraz Island erhielt die Insel dann 1851 durch die amerikanische Küstenwache, nachdem Kalifornien 1850 nach dem Mexikanisch-Amerikanischen Krieg US-Bundesstaat geworden war.
Die genaue Bedeutung von Alcatraces in de Ayalas Benennung ist etwas umstritten, jedoch wird meist die Übersetzung Pelikane gewählt. Alcatraces steht zwar im heutigen Spanisch für Tölpel und nicht für Pelikane, doch das mindestens seit 1386 im Spanischen bezeugte, aus dem Arabischen stammende alcatraz wurde früher auch im Sinn von eine Art Pelikan benutzt.

### Ausbau zum Fort und Gefängnis

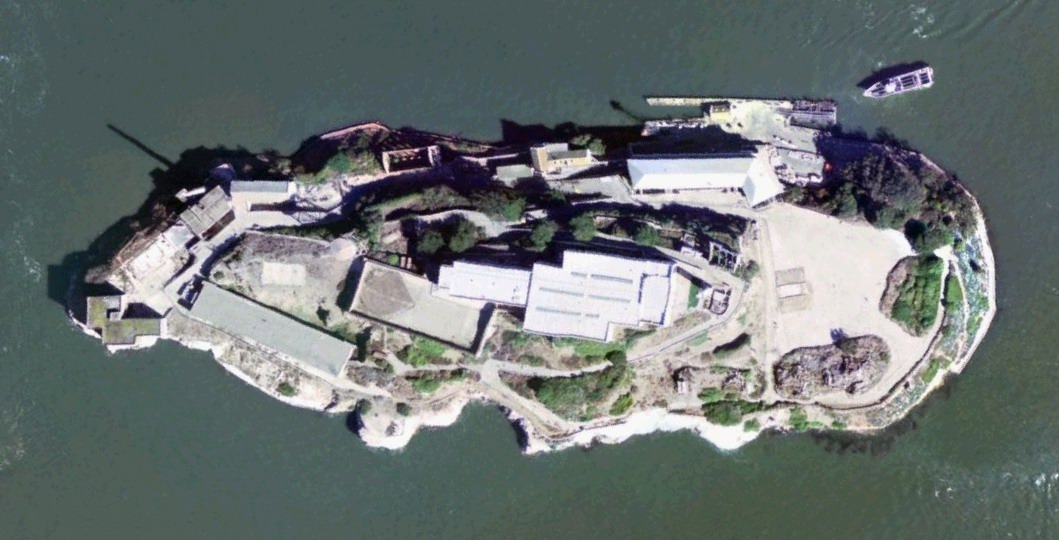
Senkrechtaufnahme, etwa 2004

1846 kaufte John Charles Fremont, der militärische Gouverneur Kaliforniens, das damals mexikanische Alcatraz vom vorigen Besitzer Francis Temple zum Preis von 5000 Dollar für die Vereinigten Staaten. Nach Beendigung des Mexikanisch-Amerikanischen Krieges meldeten allerdings sowohl Temple als auch Fremont Eigentumsrecht an. Das wurde von den Vereinigten Staaten nicht anerkannt, da Julian Workman, der Schwiegervater von Francis Temple und Vorbesitzer von Alcatraz, seinen Teil des Vertrags, einen Leuchtturm auf der Insel zu errichten, nicht erfüllt hatte und Fremont ohnehin nicht in der Position gewesen sei, die Insel im Namen der Vereinigten Staaten zu kaufen. Somit waren alle Verträge nichtig. Die Insel fiel an die USA und blieb bis zum heutigen Tage im Eigentum der Bundesregierung.
Infolge des hohen Andrangs an Schiffen, ausgelöst vom Goldrausch in Kalifornien im Jahre 1848, und wegen des Verlusts vieler Schiffe aufgrund unzureichender Kenntlichkeit und der starken Nebelbildung wurde schließlich 1852 ein Leuchtturm auf Alcatraz errichtet. Dies war der erste Leuchtturm im gesamten amerikanischen Pazifikbereich. Die Linse für das Licht kam allerdings erst 1853 aus Frankreich in San Francisco an, und es verging noch ein weiteres Jahr, bis man jemanden gefunden hatte, der sie einbauen konnte. So wurde der Leuchtturm erst am 1. Juni 1854 in Betrieb genommen.
Danach begann die militärische Nutzung mit dem Bau von Fort Alcatraz von 1853 bis 1859, das für Kriegsgefangene ab 1861 zum ersten Mal als Ort für Gefangene diente. Eine Gruppe konföderierter Soldaten und die Mannschaft eines konföderierten Handelsschiffes wurden hier während des amerikanischen Sezessionskrieges interniert. Als Zellen diente dabei das Verlies eines Ziegelbaus. 1903 war der Ort jedoch so verfallen, dass es geschlossen werden musste. Die Planungen für einen Neubau begannen 1906, wurden aber von dem schweren Erdbeben im gleichen Jahr zurückgeworfen. Der Gefängnisneubau dauerte schließlich von 1906 bis 1911. Jetzt wurde ein Stahlbetongebäude als Zellentrakt genutzt, das bis heute besichtigt werden kann. 1909 wurde der Leuchtturm neu gebaut. Das Fort wurde 1933 aufgegeben.

### Hochsicherheitsgefängnis

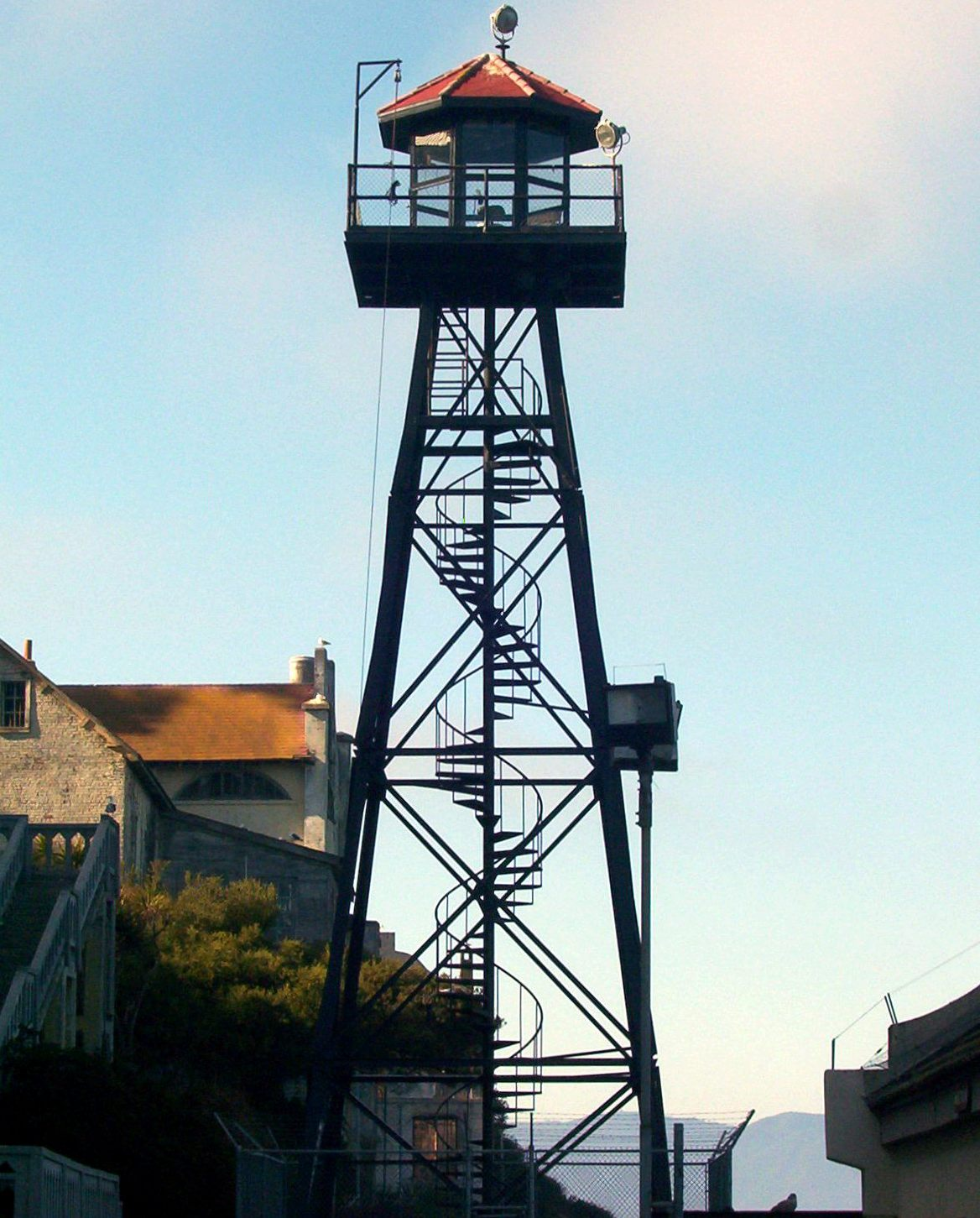
Wachturm

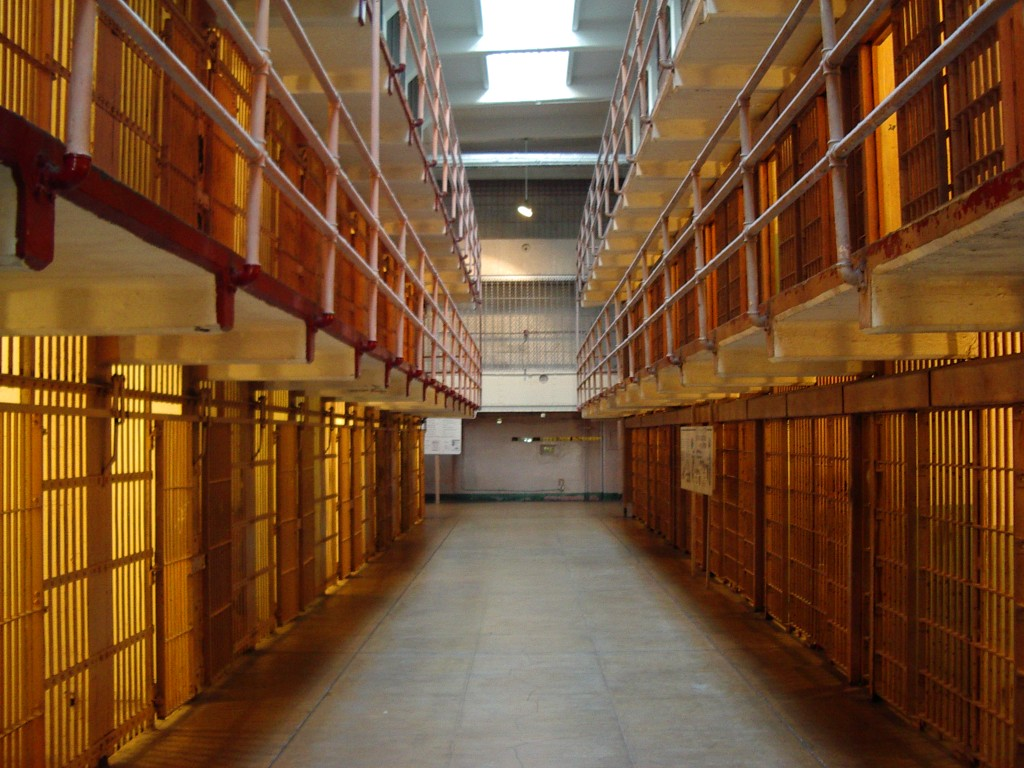
Zellentrakt

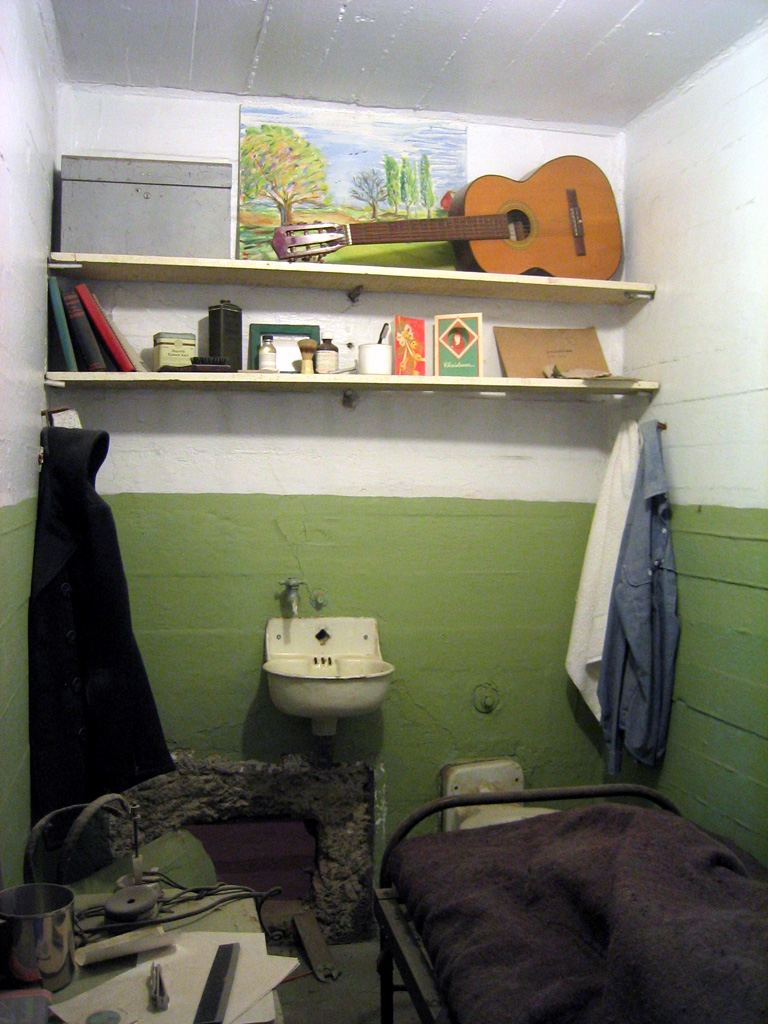
Zelle

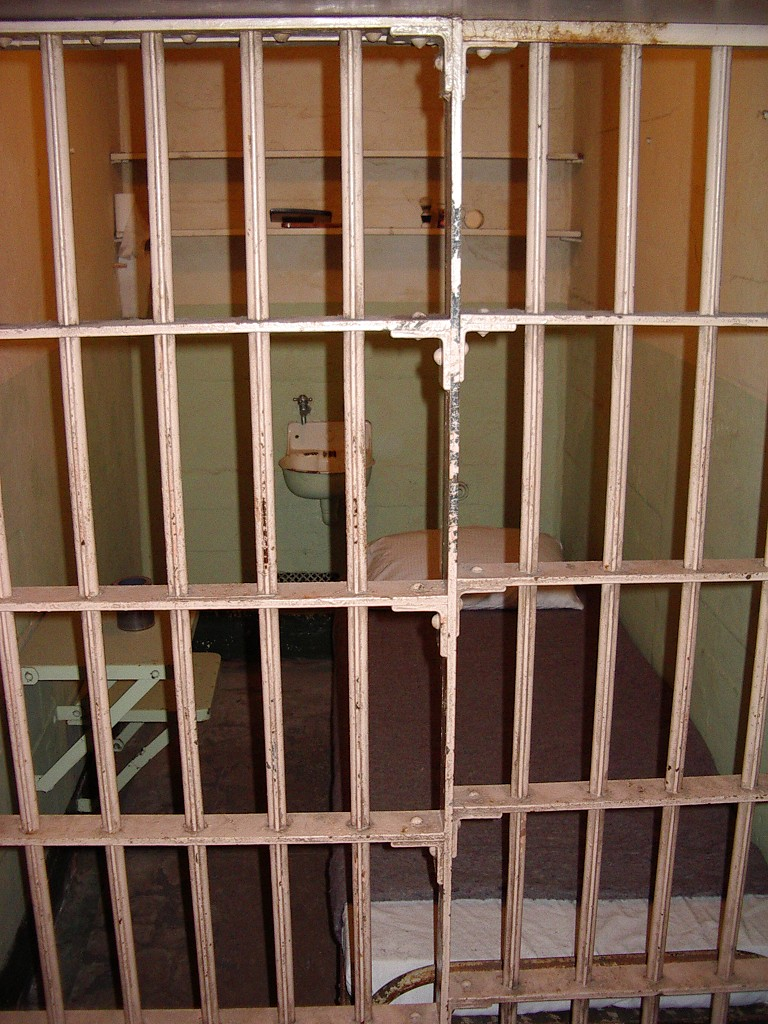
Zelle

Am 12. Oktober 1933 begann schließlich der Umbau in eine Strafvollzugsanstalt, und am 1. Januar 1934 wurde Alcatraz zu einem Bundesgefängnis umfunktioniert. Wegen des kalten Wassers in der Bucht und der tückischen Strömung war „The Rock“ (Der Fels) für ein Gefängnis ideal gelegen, da eine Flucht unmöglich schien. Die ersten Gefangenen, 53 Häftlinge aus dem Staatsgefängnis in Atlanta, trafen 1934 ein. Alcatraz fungierte bis 1963 als Hochsicherheitsgefängnis, in dem Gefangene untergebracht wurden, die in anderen Gefängnissen als unverbesserlich und schwierig eingestuft wurden. Unter ihnen befanden sich so bekannte Gangster wie Al Capone (1934–1939), Robert Franklin Stroud (1942–1959), Machine Gun Kelly (1934–1951), Alvin „Creepy“ Karpis (1936–1962) oder der deutsche Spion Erich Gimpel (1945–1955).
In den nächsten 29 Jahren der Nutzung inhaftierte man auf der Insel einige der berüchtigtsten Kriminellen der USA. Insgesamt 1576 Häftlinge waren auf Alcatraz inhaftiert, davon nie mehr als 302 gleichzeitig. Die Gefängniswachen lebten mit ihren Familien auf der Insel; insgesamt rund 300 Zivilisten, darunter 80 Kinder.
Die Zellen waren 1,52 × 2,74 Meter groß, mit Waschbecken, Toilette und Bett. Hier hielten sich die Häftlinge zwischen 18 und 23 Stunden am Tag auf, alles andere waren Sondervergünstigungen, die nur bei guter Führung gewährt wurden. Auch die Teilnahme am Arbeitsprogramm war eine Sondervergünstigung. Hierbei wurden Verkehrsschilder hergestellt. An der Decke des Speisesaales waren für Notfälle Tränengasbehälter angebracht, die allerdings nie benutzt werden mussten bzw. konnten, da sich viele Wärter des Gefängnisses zur Essenszeit im Speisesaal aufhielten und sie sich so selbst geschadet hätten bzw. nicht hätten eingreifen können. Auch hatte das Gefängnis als einziges im Land Warmwasserduschen. Durch ausschließlich warmes Wasser in den Duschanlagen sollte die Gewöhnung der Häftlinge an kaltes Wasser für etwaige Fluchtversuche verhindert werden.

### Fluchtversuche

#### In der Zeit als Militärgefängnis
Bereits in der Zeit als Militärgefängnis gab es mindestens 29 Fluchtversuche mit insgesamt 80 Beteiligten. Während 62 davon gefasst wurden und einer mutmaßlich ertrank, ist das Schicksal der 17 anderen ungeklärt.

#### In der Zeit als Hochsicherheitsgefängnis
In den 29 Jahren als Hochsicherheitsgefängnis gab es 14 Fluchtversuche durch insgesamt 34 Gefangene (darunter die bei jeweils zwei Versuchen beteiligten Joseph Paul Cretzer und Sam Shockley), aber keinen bekannten erfolgreichen Ausbruch:
27. April 1936 – Während seiner Arbeit als Müllverbrenner auf der Insel begann der aus Österreich stammende Joe Bowers, eigentlich Josef Ebner, über den Maschendrahtzaun am Rand der Insel zu klettern. Trotz mehrfacher Aufforderung, zurückzukehren, weigerte er sich. Daraufhin wurde er von einem Wachmann aus dem Wachturm an der Weststraße angeschossen und stürzte etwa 15 bis 30 Meter in die Tiefe auf das felsige Ufer. Er erlag seinen Verletzungen.
16. Dezember 1937 – Während ihrer Arbeit in der Werkstatt hatten Theodore Cole und Ralph Roe über einen längeren Zeitraum hinweg unbemerkt die flachen Eisenstäbe eines Fensters durchgefeilt. Schließlich kletterten sie durch das Fenster, gelangten bis ans Ufer und verschwanden in der Bucht von San Francisco. Der Ausbruch fand während eines heftigen Sturms statt, und die Strömung in der Bucht war besonders stark – die meisten gehen davon aus, dass Cole und Roe ins offene Meer abgetrieben wurden. Offiziell gelten sie als vermisst und vermutlich tot.
23. Mai 1938 – In der Schreinerei des Industriegebäudes griffen Thomas Limerick, Jimmy Lucas und Rufus Franklin den unbewaffneten Aufseher Cline mit einem Hammer an – dieser erlag später seinen Verletzungen. Die drei kletterten anschließend aufs Dach, um dort den Wachmann im Turm zu entwaffnen. Dabei wurden Limerick und Franklin angeschossen, Limerick starb an den Folgen. Lucas und Franklin erhielten lebenslange Haftstrafen wegen Mordes an Cline.
13. Januar 1939 – Arthur „Doc“ Barker, Dale Stamphill, William Martin, Henry Young und Rufus McCain entkamen aus der Einzelhaftzelle, indem sie Eisenstäbe durchsägen und verstärkte Gitter an einem Fenster verbiegen konnten. Am Ufer wurden sie von Wärtern entdeckt: Martin, Young und McCain ergaben sich, Barker und Stamphill versuchten zu fliehen und wurden angeschossen – Barker starb.
21. Mai 1941 – Joe Cretzer, Sam Shockley, Arnold Kyle und Lloyd Barkdoll nahmen mehrere Aufseher im Industriegebäude als Geiseln, darunter Paul Madigan (später dritter Gefängnisdirektor). Die Geiselnehmer wurden schließlich überzeugt, dass eine Flucht unmöglich sei – sie gaben auf.
15. September 1941 – John Bayless versuchte während seiner Arbeit bei der Müllabfuhr zu fliehen, gab jedoch schnell auf, nachdem er das eiskalte Wasser der San Francisco Bay betreten hatte. Später versuchte er erneut erfolglos, aus einem Gerichtssaal zu entkommen.
14. April 1943 – James Boarman, Harold Brest, Floyd Hamilton und Fred Hunter nahmen zwei Wärter als Geiseln. Sie entkamen durch ein Fenster bis zum Ufer. Als andere Wärter gewarnt wurden, eröffneten sie das Feuer auf die flüchtenden Männer. Boarman wurde getroffen und verschwand im Wasser – seine Leiche wurde nie gefunden. Brest und Hunter wurden gefasst, Hamilton versteckte sich zwei Tage in einer Höhle, bevor er wiederentdeckt wurde.
7. August 1943 – Huron „Ted“ Walters verschwand aus der Wäscherei und wurde noch vor dem Einstieg ins Wasser am Ufer entdeckt und festgenommen.
31. Juli 1945 John Giles arbeitete auf dem Verladedock und stahl sich Stück für Stück eine komplette Armeeuniform zusammen. In der Verkleidung gelang es ihm, auf ein Militärboot zu steigen, das er für seine Flucht nutzen wollte. Doch das Boot fuhr nicht nach San Francisco, sondern zur nahegelegenen Angel Island – wo Giles direkt von Aufsehern in Empfang genommen und nach Alcatraz zurückgebracht wurde.
2. – 4. Mai 1946 – Bei der „Schlacht um Alcatraz“ kamen drei Insassen und zwei Gefängniswärter ums Leben. Sechs Sträflinge hatten mehrere Wärter als Geiseln genommen, um mit deren Transportschiff fliehen zu können. Nach mehrtägigen Verhandlungen überwältigten die zur Unterstützung der Polizei alarmierten Marines unter Einsatz von Handgranaten und Schusswaffen die Aufständischen.
23. Juli 1956 – Floyd Wilson verschwand während seiner Arbeit am Dock. Er versteckte sich mehrere Stunden lang zwischen großen Felsen entlang der Küste der Insel, wurde schließlich entdeckt und ergab sich ohne Widerstand.
29. September 1958 – Während ihrer Arbeit auf der Müllhalde überwältigten Aaron Burgett und Clyde Johnson einen Aufseher und versuchten, von der Insel wegzuschwimmen. Johnson wurde im Wasser geschnappt, Burgett blieb zunächst verschwunden. Eine intensive Suchaktion blieb erfolglos – zwei Wochen später wurde Burgetts Leiche in der Bucht gefunden.
Am 11. Juni 1962 verschwanden die Insassen Frank Morris und die beiden Brüder John und Clarence Anglin aus ihren Zellen, ein vierter Mann musste aus Zeitgründen zurückgelassen werden. Die drei Männer konnten sich ihren Weg durch die Belüftungsgitter der Zellen freigraben, da der von Salz und Feuchtigkeit stark angegriffene Mörtel brüchig geworden und daher mit in die Zellen geschmuggelten Essbestecken aus massivem Stahl leicht wegzukratzen war. Sie gelangten über den Lüftungsschacht und das Dach des Zellenblocks schließlich nach außen und verschwanden dann mit einem Schlauchboot, das sie mithilfe von Regenmänteln und Klebstoff selbst gefertigt hatten. Ihr Verschwinden wurde erst am nächsten Morgen bemerkt, als sie bereits einen Vorsprung von über neun Stunden hatten. Teile ihres Schlauchbootes und ihrer Schwimmhilfen wurden an Land gespült bzw. von Fischern geborgen. Die 1979 abgeschlossene FBI-Untersuchung des Falls vermutet den Tod der Flüchtigen durch Ertrinken. Die Leichen wurden nie gefunden, was für die Bucht mit ihrer starken Strömung auf den offenen Pazifik hinaus allerdings nicht ungewöhnlich ist. Dennoch hält sich das Gerücht einer erfolgreichen Flucht. Die Geschichte wurde später als Vorlage für den Film Flucht von Alcatraz mit Clint Eastwood genutzt. Im Jahr 2013 ging bei der Polizei von San Francisco ein Brief ein, der angeblich von John Anglin verfasst wurde. In diesem schreibt er von der erfolgreichen Flucht aller drei Ausbrecher. Clarence Anglin sei 2008 und Frank Morris 2005 gestorben, John Anglin selbst leide an Krebs. Eine Analyse der Handschrift durch das FBI konnte nicht eindeutig klären, ob der Brief authentisch ist. 2015 tauchte aus dem Umfeld der Familie eine Fotografie auf, die angeblich die beiden Anglin-Brüder 1975 auf einer Farm in Brasilien zeigt. Die Analyse des Bildes einige Jahre später mithilfe von Gesichtserkennungsverfahren stützt die Behauptung, dass es sich bei den abgebildeten Männern um das Bruderpaar handelt.
Im Dezember 1962 fand eine weitere Flucht statt. Der Bankräuber John Paul Scott schwamm mit Hilfe von aufgeblasenen Gummihandschuhen über eine Stunde durch das kalte Wasser. Man fand ihn halb erfroren am Festland, er musste wiederbelebt werden und wurde anschließend wieder auf die Insel gebracht. Der Ruf als ausbruchssicheres Gefängnis war damit erneut erschüttert. Die Kosten der Anstalt – selbst das Trinkwasser musste mit Schiffen zur Insel gebracht werden – und die durch den Salzfraß stark angegriffene Bausubstanz sorgten letztlich für die Schließung von The Rock.
25 Flüchtige wurden lebend gefasst (der zweimal gefasste Shockley und ein weiterer Häftling wurden allerdings später in der Gaskammer hingerichtet), sechs während des Fluchtversuchs erschossen (darunter Cretzer in der „Schlacht um Alcatraz“), fünf Flüchtige sind bis heute verschwunden und vermutlich im kalten Meer ertrunken. Die Geschichte, die Gewässer um die Insel würden von menschenfressenden Haien frequentiert, wurde nur zur Abschreckung verbreitet. Die einzigen Haie vor Alcatraz waren harmlose Katzenhaie.
Auch ein Versuch der Fernsehreihe Mythbusters zeigt, dass entgegen der damaligen Annahme eine Flucht aus Alcatraz theoretisch möglich war. Die nachgestellte Flucht bediente sich der Idee eines Schlauchboots aus Regenmänteln und ließ tatsächlich drei Personen an den Marin Headlands nördlich der Golden Gate Bridge anlanden. Auch die Sendung Galileo versuchte in der Reihe „Galileo extrem“, die Flucht nachzustellen. Ein Reporter schwamm die Strecke zum Festland ohne Hilfsmittel in 37 Minuten. Ob Gefangene das auch geschafft hätten, ist fraglich, da diese oft in körperlich schlechtem Zustand und nicht an kaltes Wasser gewöhnt waren.
Anlässlich seines TV-Specials Escape from Alcatraz im Jahr 1987 ließ sich David Copperfield in einer Zelle einsperren und verblüffte eine Gruppe von Zuschauern mit seinen Tricks.

### Fehlplanungen beim Bau

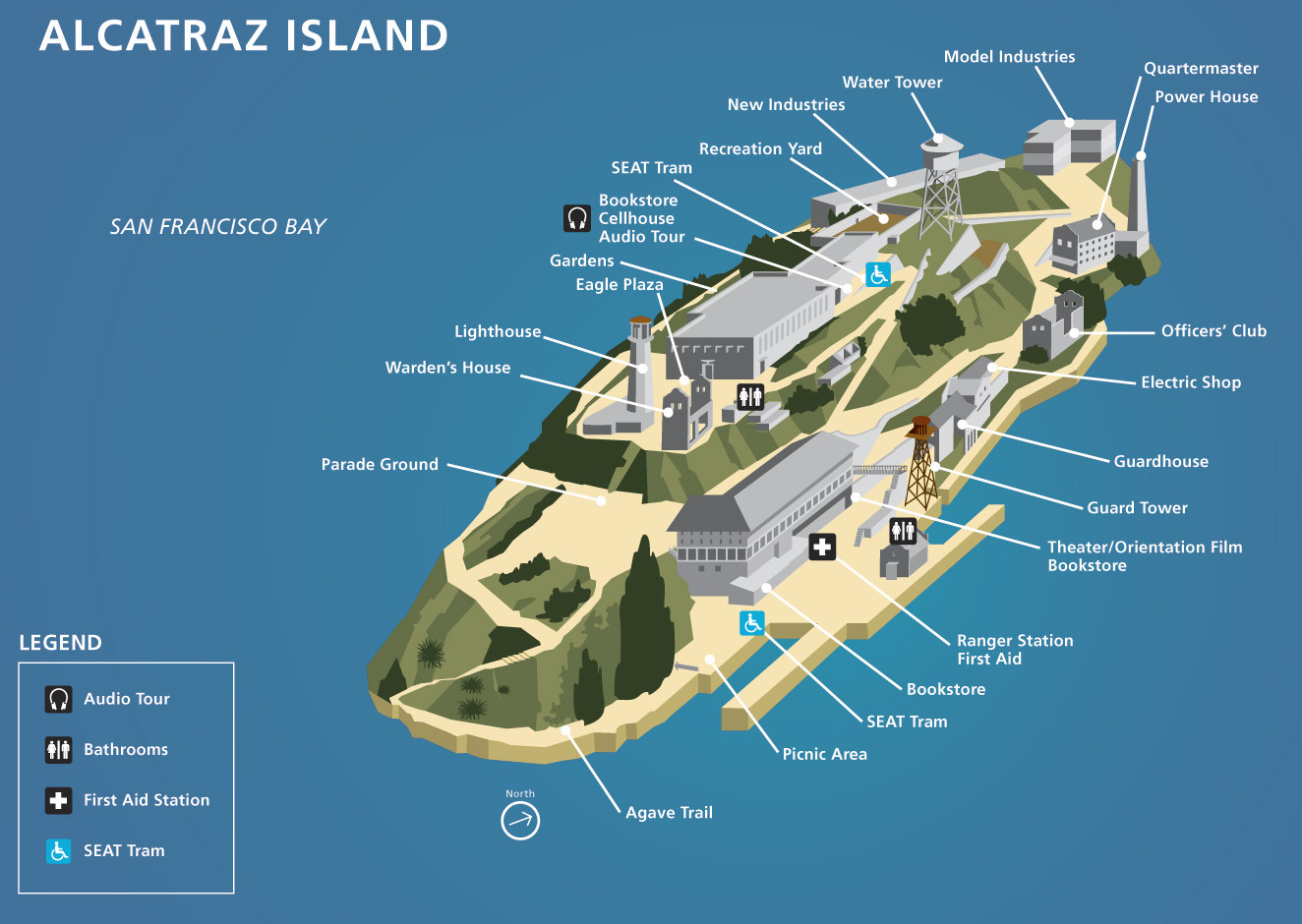
Karte des NPS von Alcatraz

Die Fluchtversuche sind zu einem sehr großen Teil auf Fehlplanungen und Kostenersparnisse zurückzuführen.
Die langsam, aber stetig verrottenden Wände zum Beispiel lassen sich auf den Umstand zurückführen, dass die Zellentoiletten nicht mit Süßwasser, sondern mit dem aus der Bucht gepumpten Salzwasser betrieben wurden. Dies hatte zur Folge, dass die Zu- und Ableitungsrohre zu den Toiletten im Laufe der Jahre stark korrodierten und somit undicht wurden. Durch den ständigen Kontakt der Zellenwände mit salzhaltigem Wasser verrostete nach und nach die Stahlbewehrung im Inneren des Betons. Zusammen mit der Einwirkung der salzhaltigen Luft führte dies zu einer Schwächung der Bewehrung und zum Aufplatzen des Betons. Des Weiteren wurde auch noch der Fehler begangen, die Zellentüren am Zellenblock D nicht wie bei den anderen Blöcken mit rundem und gehärtetem Stahl zu versehen, sondern aus Geldmangel mit Flacheisen, die mit einem Eisensägeblatt leicht zu durchtrennen sind.

### Schließung des Gefängnisses
Wegen der hohen Betriebskosten und des zunehmenden Verfalls der Anlage durch das Salzwasser, der ständige Instandhaltung der alten Gemäuer notwendig machte, ordnete Justizminister Robert F. Kennedy Anfang 1963 die Schließung des Gefängnisses an. Ein weiterer Aspekt war, dass er gemeinsam mit dem Leiter des Federal Bureau of Prisons („Bundesamt für Gefängnisse“), James V. Bennett, einen Strafvollzug anstrebte, der weniger auf Abschreckung und mehr auf Rehabilitation setzte. Die Schließung erfolgte am 21. März 1963 mit Verlegung der letzten Gefangenen. Seitdem ist die Insel unbewohnt.

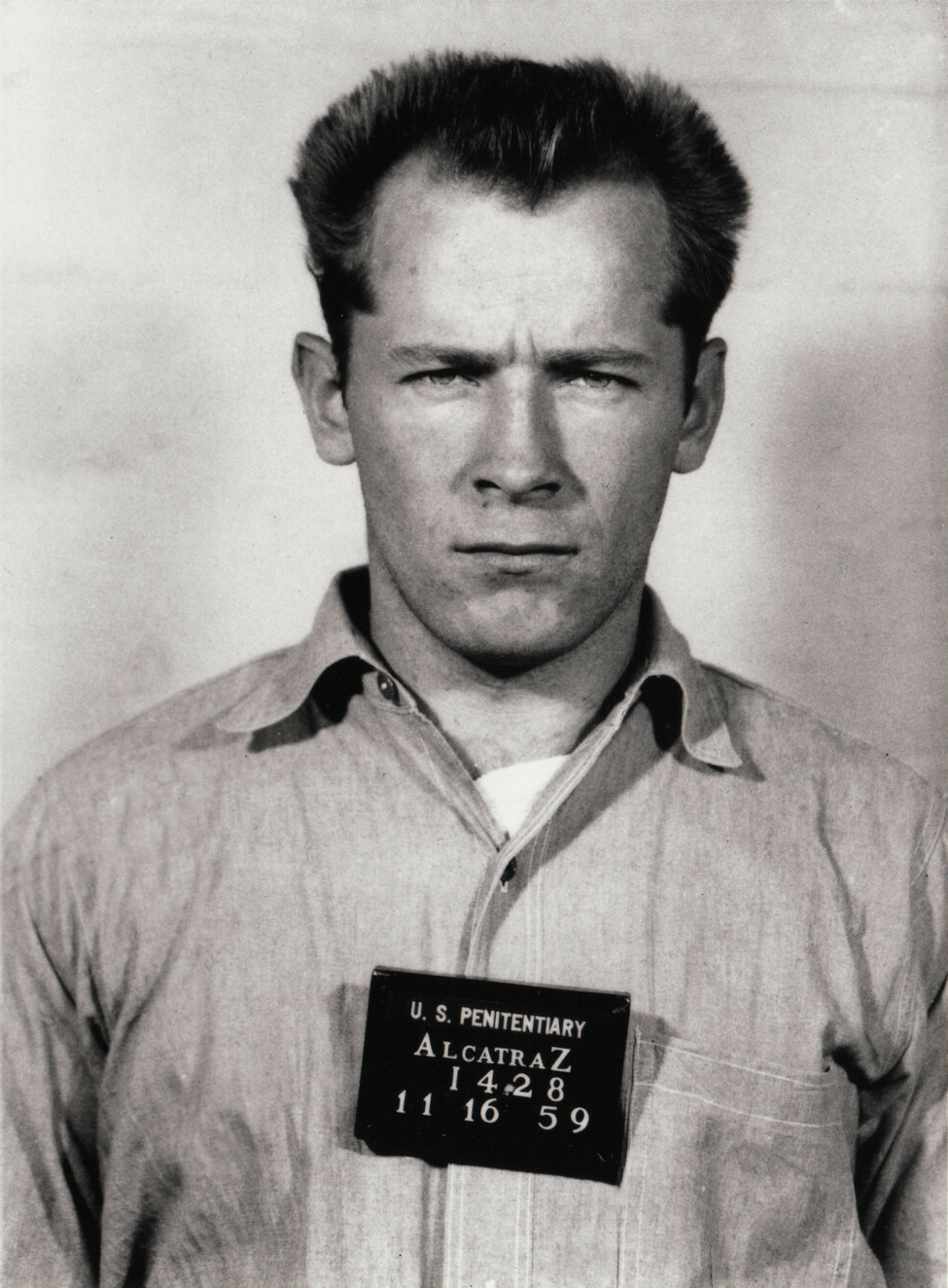
Foto von James J. Bulger aufgenommen 1959 in Alcatraz

### Besetzung durch Indianer
Am 8. März 1964 folgten etwa 35 Sioux-Indianer der Initiative der Lakota-Sozialarbeiterin Belva Cottier, die Insel zu besetzen, um für die Durchsetzung des Vertrags von Fort Laramie zu demonstrieren, der den Ureinwohnern die Nutzung von ehemaligem Bundesgebiet zugesagt hatte, falls es nicht mehr gebraucht würde. Sie boten an, die Insel für 47 Cent pro Acre zu übernehmen. Dies war der Preis, den Kalifornien zu dieser Zeit Indianern als Ausgleich für unrechtmäßige Landnahme im vorhergehenden Jahrhundert bot.
Am 9. November 1969 verlasen die Indians of All Tribes (englisch Indianer aller Stämme), eine Gruppe junger Indianer, vor einem weitgehend gescheiterten Besetzungsversuch ihr ironisches Angebot, die Insel für „24 Dollar in Glasperlen und rotem Tuch“ zu kaufen. Ab dem 20. November 1969 besetzten sie Alcatraz tatsächlich mit knapp 80 Personen aus 20 Stämmen. In den folgenden Monaten gab es ein großes Presse-Echo und einigen Zulauf von Leuten, die zur Unterstützung für einige Tage bis Monate nach Alcatraz kamen. Ideelle und materielle Unterstützung gab es u. a. von den Musikern der Rockband Creedence Clearwater Revival. Im Frühsommer 1971 beschloss die US-amerikanische Regierung, die Insel gewaltsam zu räumen. Der Zeitpunkt schien günstig, weil laut Berichten damals nur 11 bis 15 Indianer auf der Insel ausharrten, aber vermutlich mit dem Einsetzen der Ferien wieder Zulauf von Studenten bekommen würden. Regierungsbeamte machten außerdem geltend, dass der Zeitraum von jetzt bis zur nächsten Wahl lang sei, so dass die Öffentlichkeit die Angelegenheit wieder vergessen würde, selbst wenn es zu unschönen Szenen dabei käme. Am 11. Juni 1971 riegelte die US-Küstenwache die Insel ab, und etwa 30 FBI-Agenten brachten die verbliebenen indianischen Aktivisten, ohne auf Widerstand zu stoßen, aufs Festland.
Einige Besetzer, darunter John Trudell und Dennis Banks, waren Ende der 1960er Jahre auch beteiligt an der Gründung des American Indian Movement (AIM). Sie wurden in den 1970er Jahren zu Wortführern dieser heute bekanntesten indigenen Widerstandsorganisation zur Durchsetzung spezifisch indianischer Selbstbestimmungsinteressen gegenüber der offiziellen Indianerpolitik der Vereinigten Staaten.
Seit 2011 besteht eine Dauerausstellung zur Besetzung im American Indian cultural center des ehemaligen Gefängnisses, das Dokumente und Filmaufnahmen der Besetzungszeit archiviert.

### Erschließung für die Öffentlichkeit

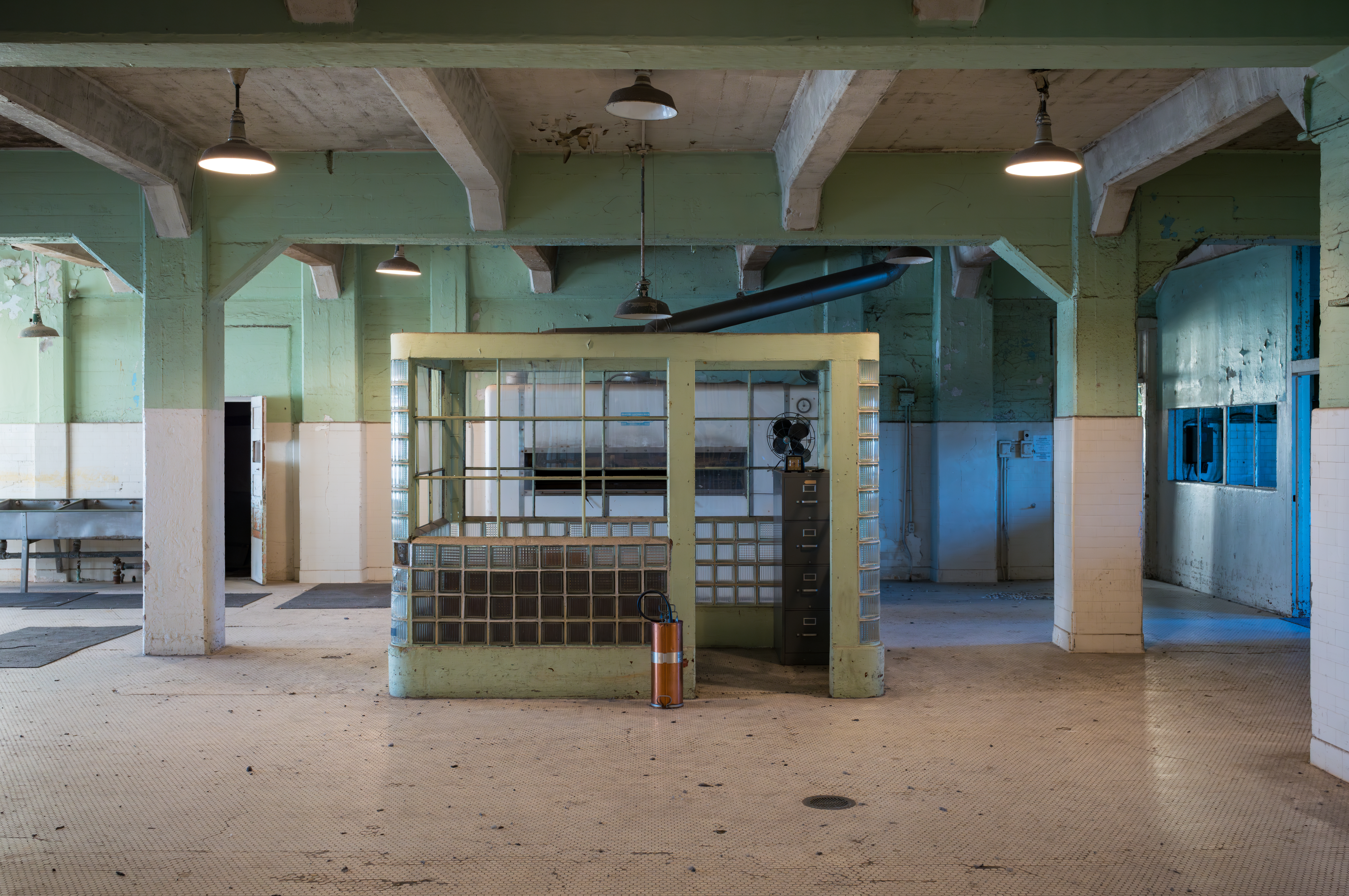
Die Gefängnisküche von Alcatraz schließt direkt an den Speisesaal an

Danach gab es Versuche, Alcatraz in ein Casino umzuwandeln; es fand sich jedoch kein Investor. Die Insel wurde 1972 schließlich als Teil der neu geschaffenen Golden Gate National Recreation Area der Öffentlichkeit zugänglich gemacht.
Heute ist Alcatraz eine Touristenattraktion mit über einer Million Besuchern pro Jahr. Man kann Alcatraz mit einer Fähre erreichen die von San Francisco aus fährt. Die Zellenblöcke, der Speisesaal, die Küche, die Bibliothek und der Gefängnishof können besichtigt werden. Darüber hinaus kann im ehemaligen Unterkunftsblock der Wachen eine kleine Gefängnisausstellung besichtigt werden. Durch den eigentlichen Zellenblock wird man mit Hilfe von Audio-Abspielgeräten in verschiedenen Sprachen (auch Deutsch) geführt. In der englischsprachigen Version sind Originalaufnahmen von Zeitzeugen zu hören, die von ihren Hafterlebnissen berichten.
Alcatraz wurde am 23. Juni 1976 als Historic District in das National Register of Historic Places aufgenommen. Seit dem 17. Januar 1986 gilt die Insel als eine National Historic Landmark.
Die Insel ist Nistplatz von Taubenteisten, West- und Kaliforniermöwen, Nacht- und Schmuckreihern, Meer- und Pinselscharben und weiteren Vogelarten. Die wissenschaftliche Begleitung erfolgt im Rahmen des Programms Alcatraz Waterbird. Zum Schutz der Vögel sind im Zeitraum von Februar bis September gewisse Bereiche für Besucher gesperrt.

### Gefängnisaufenthalte

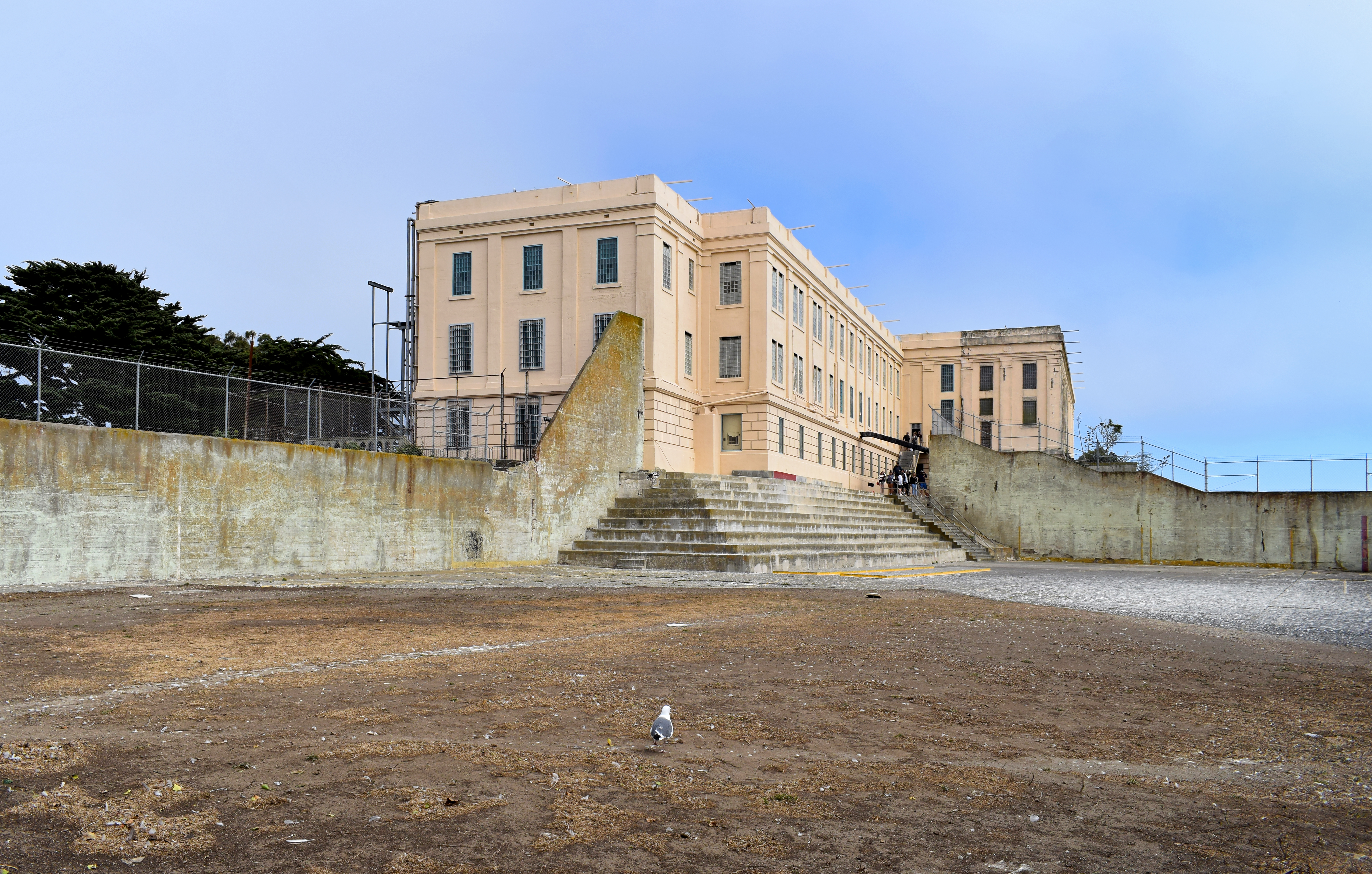
Ehemaliger Gefängnishof für die Häftlinge

Es waren durchschnittlich nicht mehr als 250 Häftlinge gleichzeitig im Gefängnis untergebracht. Die durchschnittliche Aufenthaltszeit der Häftlinge betrug zehn Jahre. Sie durften nur einmal im Monat eine Stunde lang Besuch erhalten. Bei Regelverstößen wurden die Insassen in Isolationshaft genommen. Sie mussten 18 Tage in einer Einzelzelle, entweder jede Nacht mit konstanter Beleuchtung oder jeden Tag bei Dunkelheit, verbringen.
Alcatraz hatte zwei Aufgaben:
1. Übernahme von Unruhestiftern aus anderen Gefängnissen, um Flucht, Gewalt und Selbstmordversuche zu verhindern.
2. Übernahme von Häftlingen, um sie gebessert wieder in ein anderes Gefängnis zu schicken. Von Resozialisierung war nie die Rede.

## Adaptionen in Film und Fernsehen
- In Der Gefangene von Alcatraz (Birdman of Alcatraz) von 1962 stellt Burt Lancaster nach einer wahren Begebenheit einen Gefangenen in Isolationshaft dar, der autodidaktisch zum anerkannten Ornithologen wird.
- In Point Blank (USA 1967), Regie: John Boorman, mit Lee Marvin und Angie Dickinson ist das Gefängnis Schauplatz des Showdown. Dies war der erste Spielfilm, der nach der Schließung des Bundesgefängnisses 1963 auf der Insel gedreht wurde.
- In Der Unerbittliche, (The Enforcer) aus dem Jahr 1976 verstecken sich Terroristen in Alcatraz, und Inspektor (Dirty) Harry Callahan (Clint Eastwood) bekommt den Auftrag, sie unschädlich zu machen.
- In Flucht von Alcatraz (Escape From Alcatraz) aus dem Jahr 1979 ist Clint Eastwood in der Rolle von Frank Morris zu sehen, dem 1962 der Ausbruch gelang (er und seine Komplizen sind jedoch möglicherweise in der Bucht von San Francisco ertrunken).
- Das Musikvideo zum Song No one like you der deutschen Hard-Rock-Band Scorpions, der sich auf dem Album Blackout von 1982 befindet, spielt im und vor dem Gefängnis Alcatraz. In dem Videoclip, das erste Musikvideo der Scorpions, spielen Sänger Klaus Meine und Gitarrist Rudolf Schenker zwei Häftlinge, wobei Schenker das Kostüm des Album-Covers mit dem weißen Kopfverband und den gebogenen Silbergabeln vor den Augen trägt und sich Meine nach seiner Geliebten sehnt, von der ein Foto an der Wand in seiner Zelle hängt.
- In Am Rande der Hölle (Six against the Rock) mit David Carradine aus dem Jahr 1987 wird die Gefängnisrevolte von 1946 geschildert.
- Murder in the First (USA 1995) mit Kevin Bacon, Christian Slater und Gary Oldman beruht auf einem wahren Fall: 1938 landet ein kleiner Dieb in Alcatraz für drei Jahre in einer Dunkelzelle. Der anschließende Prozess führt 1943 zur Abschaffung der Isolierhaft.
- The Rock – Fels der Entscheidung, ein Actionfilm von 1996, benutzt die Gefängnis-Insel als Kulisse. Die Hauptrollen spielen Sean Connery und Nicolas Cage.
- In X-Men: Der letzte Widerstand ist auf der Insel ein fiktives Forschungslabor angesiedelt, das im Showdown umkämpft wird.
- Alcatraz ist eine US-amerikanische Mysteryserie mit Science-Fiction-Elementen, die von 2011 bis 2012 von Warner Bros. Television und Bad Robot Productions für den US-Sender Fox produziert wurde. Sie handelt von einem 50 Jahre alten Vorfall auf der Gefängnisinsel Alcatraz, bei dem eine Gruppe von Sträflingen und Wärtern spurlos verschwunden ist und nun in der Gegenwart wieder auftaucht.
- In dem Horrorfilm Slaughterhouse – Ein Horror-Trip ins Jenseits des Regisseurs Dimitri Logothetis von 1988 stellt die Gefängnisinsel einen zentralen Schauplatz der Handlung dar.
- In The Book of Eli – Der letzte Kämpfer (The Book of Eli) aus dem Jahr 2010 wird die Gefängnisinsel als Zufluchtsort dargestellt, wo Menschen verlorenes Wissen zusammentragen, um damit einen Wiederaufbau zu beginnen.
- Im Videospiel Watch Dogs 2 (2016), dessen Schauplatz San Francisco ist, kann eine Nachbildung der Gefängnisinsel besucht werden.